# Хобенський замок
Хобенський замок (пол. Zamek w Chobieni, нім. Schloss Köben) — замок у селі Хобеня у гміні Рудна Любінського повіту Нижньосілезького воєводства в Польщі. 

## Історія
У 845 році баварський географ згадує 20 городищ племені дідошан, серед яких теж Кобену (Cobena). Чергові задокументовані згадки про укріплення на лівому березі Одри датуються 1209 та 1238 роками. Першу муровану оборонну будівлю у пізньо-готичному стилі було споруджено тут приблизно у XIV столітті. 
Ймовірно, у XVI столітті її було знесено, а у 1583 році з ініціативи тодішнього власника Георга фон Коттвіца на її місці було споруджено ренесансний замок. Чергову розбудову замку здійснив у першій половині XVII століття Леонгард фон Котвіц.  
У XVIII столітті модернізацію замку здійснив Карл Сигізмунд фон Ґелгорн. Ще одна модернізація була здійснена у 1905 році.  
У стінах замку зупинялося багато відомих гостей. Так, у 1611 році Леонгард фон Котвіц влаштував тут весілля для Йогана Германа, видатного німецького письменника та богослова. У 1759 році тут відвідував своїх солдатів, поранених у битві під Куновицями, прусський король Фрідріх II Великий.  
Останнім приватним власником замку, до його націоналізації у міжвоєнний період, був Вольфганг фон Саурма. Під час Другої світової війни у 1945 році замок зазнав пошкоджень, після чого його вже не відбудовували.  
Замок було побудовано на прямокутному плані, двоповерхові крила оточують внутрішнє подвір'я, до якого веде коридор під прямокутною вежею у західному крилі. Інші три круглі вежі розміщені по кутах. Найдавнішою частиною замку є підземелля у північно-західному крилі. Спочатку замок був оточений ровом з водою. Один внутрішній і dwutraktowe склепінчастий цокольний поверх звід з lunetkami . Він охороняв також виявили в 1905 пофарбованому стелі з 1583 зображує герби Породний, ренесанс і бароко порталів, ренесансні кам'яні віконні рами, прикраса і фрагменти ліпнини .    

## Сучасність
Щороку в серпні у замку проходять рок- концерти. В наш час, під опікою фундації "Замок Хобеня" поступово здійснюється ремонт замку. 

## Світлини

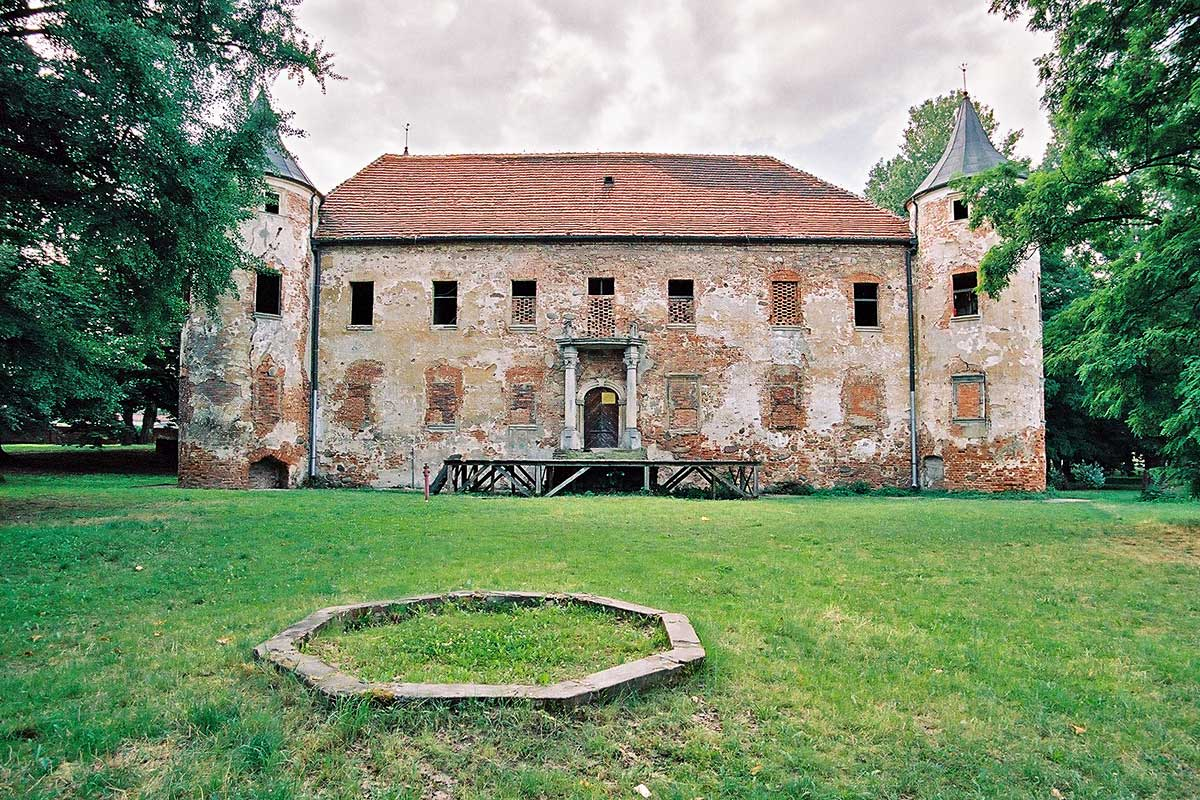
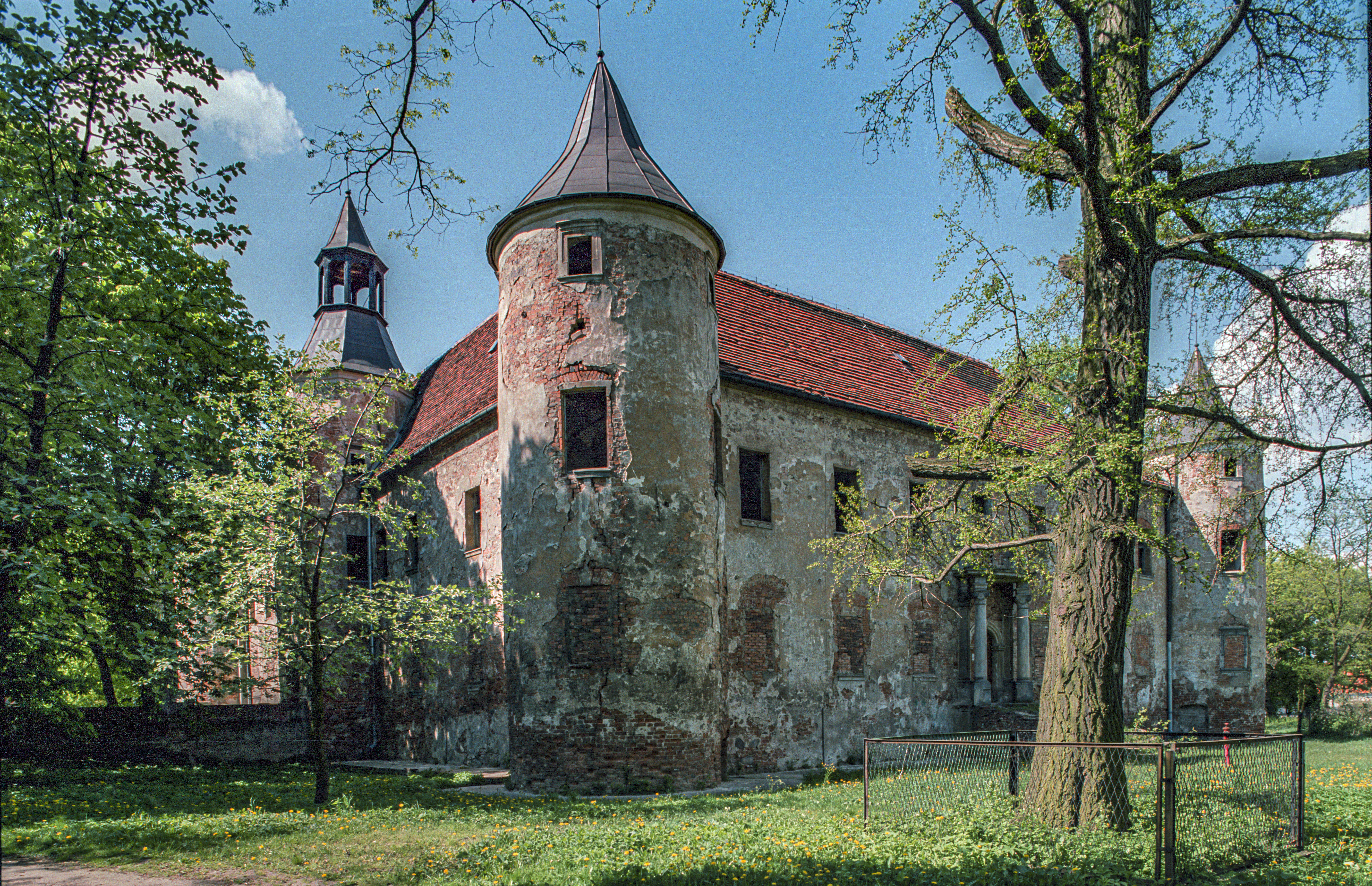
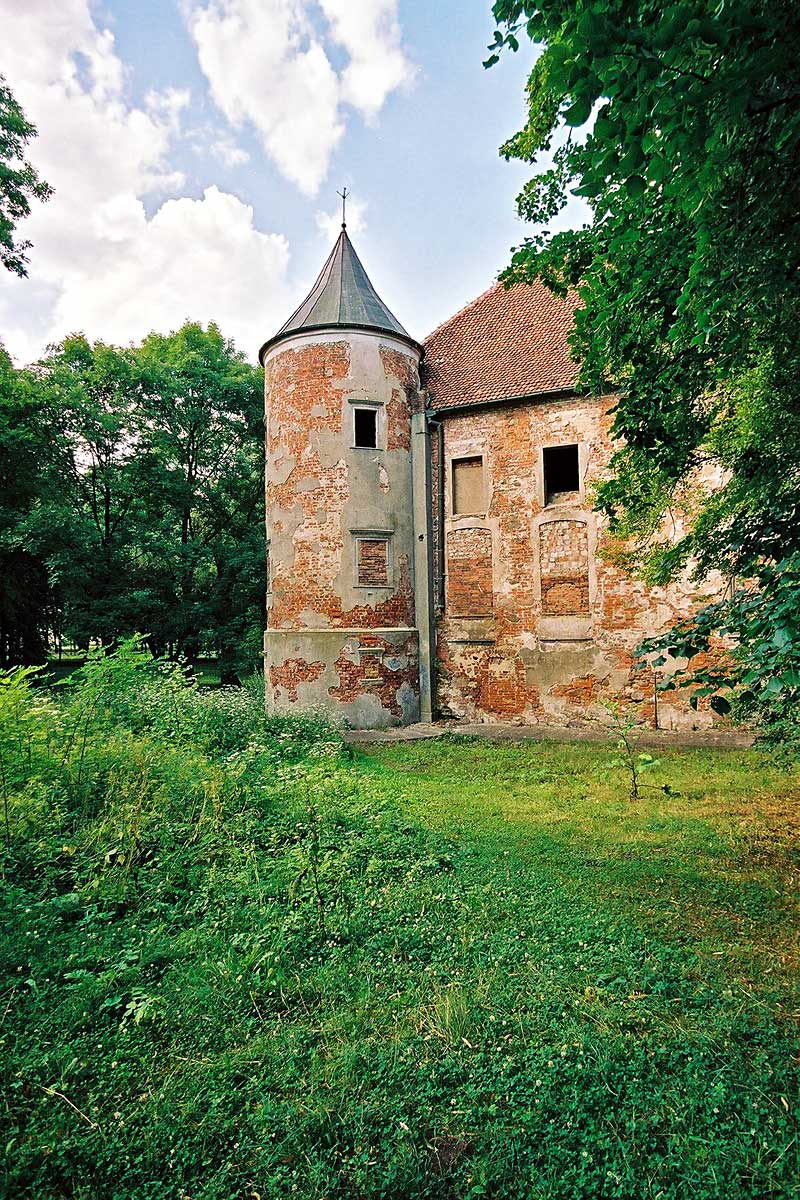